# Träumerei (film)
Träumerei  è un film del 1944 diretto da Harald Braun, biografia romanzata di Clara Wieck e Robert Schumann, interpretati sullo schermo da Hilde Krahl e Mathias Wieman.

## Produzione
Il film fu prodotto dalla Universum Film (UFA).

## Distribuzione
Distribuito dalla Deutsche Filmvertriebs (DFV) con il visto di censura B.60201 del 28 aprile, uscì nelle sale cinematografiche tedesche il 3 maggio 1944. Due giorni più tardi, veniva presentato a Berlino, proiettato al Marmorhaus. In un piccolo ruolo, poi tagliato al montaggio, fece il suo esordio l'attrice Hildegard Knef.